# Zaskar
Zaskar – góry w Środkowej Azji, w Himalajach, na obszarach Indii,
Chin oraz Nepalu. Góry te rozciągają się na długości ok. 700 km. Oddzielają one prowincję Zanskar od Ladakhu w stanie Dżammu i Kaszmir.
Góry Zaskar są zbudowane z różnego typu skał osadowych oraz metamorficznych. Góry te składają się z licznych masywów, grup górskich oraz płaskowyżów. Najwyższą górą tych gór Kamet, który wznosi się na wysokość 7756 m n.p.m. Najwyższe partie gór są bardzo silnie zlodowacone.
W tych górach występują liczne doliny rzeczne oraz jest tutaj dobrze rozwinięta piętrowość klimatyczno-roślinna.